# Macroglossum rectans
Macroglossum rectans là một loài bướm đêm thuộc họ Sphingidae, chi Macroglossum.